# Joseph H. Bottum
Joseph Henry Bottum, född 7 augusti 1903 i Faulkton, South Dakota, död 4 juli 1984 i Rapid City, South Dakota, var en amerikansk republikansk politiker. Han representerade delstaten South Dakota i USA:s senat 1962-1963.
Bottum avlade 1927 juristexamen vid University of South Dakota. Han inledde 1928 sin karriär som advokat i Saint Paul, Minnesota. Han arbetade 1932-1936 som åklagare i Faulkton, South Dakota.
Bottum förlorade 1942 republikanernas primärval inför guvernörsvalet i South Dakota mot Merrill Q. Sharpe. Han kandiderade 1950 till USA:s representanthus men förlorade igen i primärvalet. Han var viceguvernör i South Dakota 1961-1962. Senator Francis H. Case avled 1962 i ämbetet och Bottum blev utnämnd till USA:s senat för återstoden av Cases mandatperiod. Senare samma år fick Bottum 49,9% av rösterna som republikanernas kandidat i senatsvalet men förlorade ändå mot demokraten George McGovern som fick 50,1% av rösterna.
Hans grav finns på Pine Lawn Cemetery i Rapid City. Han var kongregationalist och frimurare.